# Kiko Bautista
Francisco Bautista, (Caracas, 25 de febrero de 1957), más conocido como Kiko Bautista, es un periodista y político venezolano. Fue candidato a la alcaldía de Baruta por el Movimiento al Socialismo (MAS) en las elecciones de 2017 sin lograr la victoria y actualmente es cofundador de la plataforma política Tamos Unidos. Fue también electo segundo diputado suplente por el estado Mérida a la Asamblea Nacional de Venezuela de los diputados Milagro Valero y Luis Loaiza para el período 2016-2021.

## Biografía
Ya en 1997 fue el principal vocero que dio a conocer la constitución de la Organización de Periodistas Iberoamericanos OPI. Fue presentador del programa Buenas noches que transmitía Globovisión a partir de las 10:00 p. m. de lunes a viernes. El 25 de mayo de 2013 abandona el programa de televisión Buenas Noches que conducía en el canal Globovision junto con los periodistas Carla Angola y Roland Carreño tras un polémico despido por parte de la junta directiva del canal. 
También tuvo un programa de radio en el Circuito Unión Radio, denominado Noticias Cotidianas, donde entrevista a personajes de la vida nacional sobre su vida y temas de actualidad. 
Desde 2016 hasta 2017 condujo el programa "Kikosis" transmitido por YouTube y por el canal de televisión por internet EVTV Miami, que se retransmite también en Miami en el programa de Carla Angola "Aló Buenas Noches". Dicho programa lo conduciría de nuevo más tarde en su regreso a Globovisión. 
En 2017 se postula como candidato para la alcaldía de Baruta en las elecciones municipales bajo la bandera del Movimiento al Socialismo (MAS) y Avanzada Progresista (AP), consiguiendo 7.472 votos (9.66%) y el tercer lugar. El 2 de agosto de 2019, crea junto a Jesús Torrealba una formación política de centro denominada «Tamos Unidos [sic]» para «promover la transición» apoyando una negociación entre el cuestionado gobierno de Nicolás Maduro y la oposición venezolana, así como unas hipotéticas elecciones consensuadas entre ambas partes.
En 2019, decidió regresar a Globovisión con dos programas de opinión: el primero "Contraste y Controversia" conducido por los periodistas Manuel Felipe Sierra y Vladimir Villegas. Se transmitía todos los lunes a las 08:00 p. m. Y su programa "Kicosis" donde entrevista a personalidades de la política venezolana. En un principio se emitió de lunes a viernes a las 06:00 p. m., pero con la llegada de la Pandemia de COVID-19 se cambió el horario, transmitiéndose a las 05:00 p. m. y con repetición a las 10:00 p. m.. Actualmente se transmite de lunes a viernes a las 01:00 p. m. y a las 10:00 p. m.. Su regreso a dicho canal de televisión fue polémico y controversial donde fue criticado en sus redes sociales por sectores opositores, por "colaboracionista" y cómplice del gobierno de Nicolás Maduro, inclusive hasta el día de hoy.